# Жан де Монфор (сеньор Тира)
Жан де Монфор (Jean de Montfort) (ум. 27 ноября 1283) — сеньор Торона (1257—1266) и Тира (1270—1283).

## Биография
Родился ок. 1240 г. Сын Филиппа I де Монфора, сеньора Ферте Але, Бретанкура, Кастра, Торона и Тира, и его второй жены Марии Антиохийской.
Ок. 1257 г. после смерти матери унаследовал сеньорию Торон, но в 1266 г. она была завоёвана мамлюками.
В 1270 году Филиппа I де Монфора убили ассасины, и Жан вступил в управление Тиром. Владения в Европе ещё при жизни отца достались сыну от первой жены — Филиппу II.
Жан де Монфор в 1271 г. с помощью территориальных уступок заключил мирный договор с султаном Бейбарсом.
В 1277 г. при посредничестве тамплиеров помирился с венецианцами и вернул им треть города Тир, конфискованную его отцом, тем самым завершив 20-летнюю вражду.
К концу правления его княжество включало 99 городов и деревень.
Жан де Монфор 22 сентября 1268 года женился на Маргарите де Лузиньян (ок. 1244 — 1308), сестре кипрского короля Гуго III. Детей у них не было, и после того, как Жан скоропостижно умер 27 ноября 1283, ему наследовал брат — Онфруа де Монфор. Гуго III Кипрский, который с ноября 1268 г. был также королём Иерусалима, не смог воспользоваться правом мёртвой руки, так как не нашёл денег для компенсации наследникам Жана де Монфора затрат на укрепление города Тир (требовалось 150 тысяч сарацинских безантов).
Онфруа де Монфор тоже вскоре умер, и правительницей Торона стала вдова Жана де Монфора Маргарита де Лузиньян. Она не позднее 1290 года уступила свои владения племяннику — Амори Кипрскому — одному из сыновей Гуго III.